# Unterhütte (Waldmünchen)
Unterhütte ist ein Ortsteil der Stadt Waldmünchen im Landkreis Cham des Regierungsbezirks Oberpfalz im Freistaat Bayern.

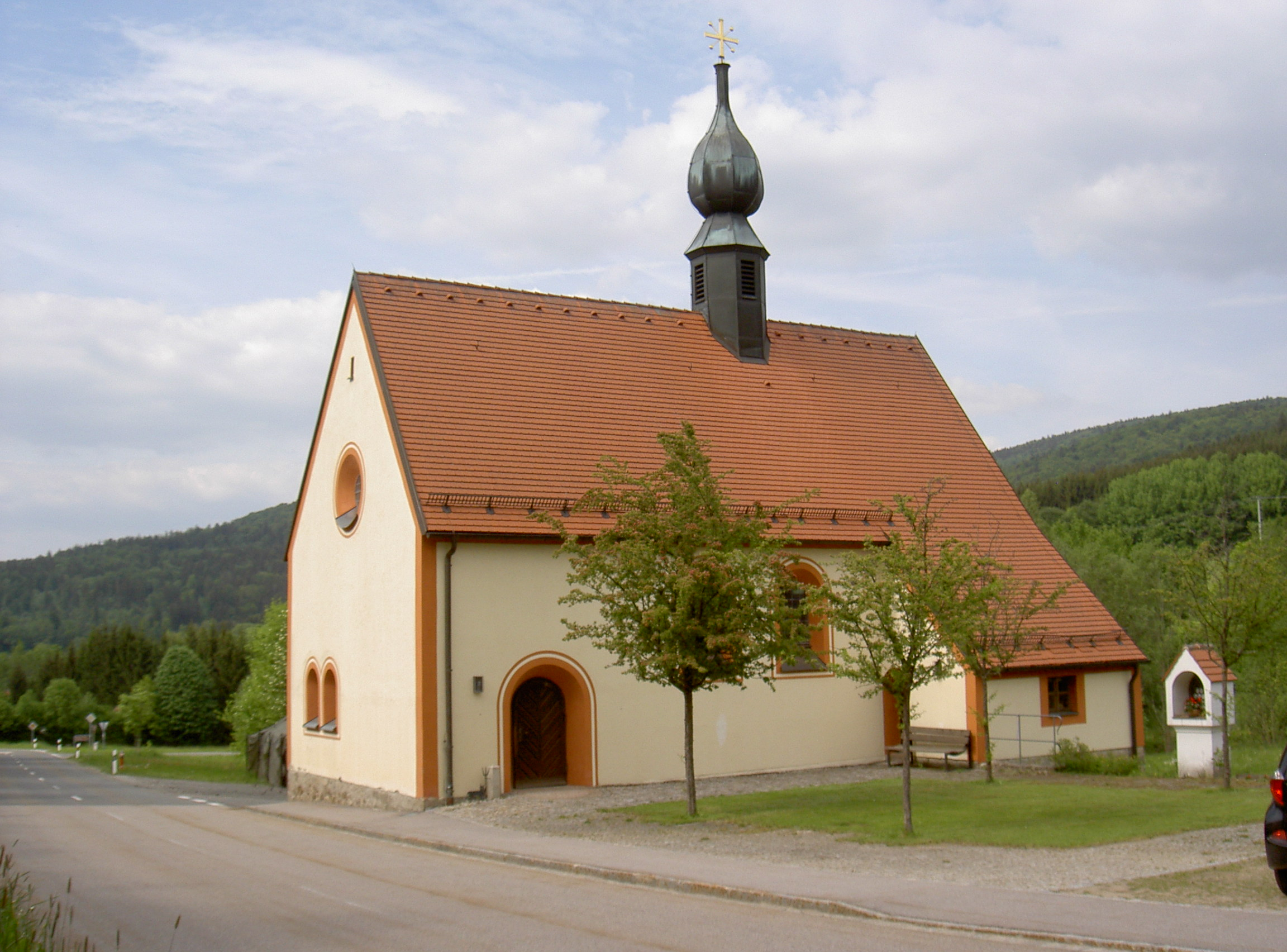
Unterhütte, HerzJesuKirche mit Kriegerdenkmal

## Geografie
Unterhütte liegt am Ulrichsgrüner Bach, 5 Kilometer südöstlich von Waldmünchen und 1 Kilometer westlich der tschechischen Grenze.
Östlich von Unterhütte erhebt sich der 865 Meter hohe Knockhügel, südöstlich der 917 Meter hohe Pfennigfelsen, der 938 Meter hohe Kreuzfelsen, der 934 Meter hohe Gibacht und der 910 Meter hohe Tannenriegel. Dieser Gebirgszug schließt das Tal des Ulrichsgrüner Baches in einem großen Bogen nach Osten und Südosten ab. An den West- und Nordwesthängen dieser hohen Berge entspringen zahlreiche Bäche, die das ausgedehnte Quellgebiet des Ulrichsgrüner Baches bilden.
Westlich von Unterhütte erheben sich der 848 Meter hohe Klammerfels und der 824 Meter hohe Hoher Stein. Auch an den Nordosthängen dieses Gebirgszuges entspringen ergiebige Quellen, die den Ulrichsgrüner Bach speisen.
Unterhütte liegt an der Gebirgsstraße, die Waldmünchen mit Furth im Wald verbindet. Sie führt mitten durch das Gebirge und erreicht bei dem Pass zwischen dem 902 Meter hohen Reiseck im Norden und dem 828 Meter hohen Dachsriegel im Süden eine Höhe von 800 Metern. Zwischen Ulrichsgrün und Unterhütte verläuft auf der Nordostseite dieser Straße eine kleine Parallelstraße noch weiter oben am Hang. An dieser kleinen Straße liegen neben verstreuten Häusern, die noch zu Ulrichsgrün gehören, die Gemeindeteile Lenkenhütte und Posthof.

## Geschichte
Joseph Ferdinand Voith von Voithenberg konnte in der Zeit des „Status quo“ von 1708 bis 1764, in der Herzogau zu Böhmen gehörte, seinen Besitz erweitern. Der alte Pucher wurde durch den neuen Pucher ersetzt, eine neue Hütte, die Unterhütte (auch: Untere Hüthen, Untere Hütte), wurde gegründet und es kamen eine Säge, eine Mühle und einige Häusln hinzu. Das Landsassengut Herzogau wurde nun Hofmark Herzogau genannt. Die weiteren Inhaber waren Zacharias II. von Voithenberg (1797–1821) und danach dessen Sohn Nepomuk von Voithenberg (1821–1848). Joseph Ferdinand Voith von Voithenberg war Enkel des Stephan Voith zu Vorderlangau, des Stammvaters der Familie Voith von Voithenberg.
Die Umgebung von Unterhütte war Gegenstand häufiger Grenzstreitigkeiten zwischen der Kurpfalz und Böhmen. 1550 wurde zwischen König Ferdinand von Böhmen und Kurfürst Friedrich von der Pfalz der Tauser Vertrag über den Grenzverlauf in dieser Gegend geschlossen. Allerdings wurde er nicht umgesetzt und es folgten weitere Streitigkeiten. Verhandlungen in den 1560er Jahren und Grenzbegehungen 1628 und 1664 führten zu keinem Erfolg.
Dann brach 1701 der Spanische Erbfolgekrieg aus. Es kam zur Bayerischen Diversion im Spanischen Erbfolgekrieg. Kurfürst Maximilian II. Emanuel von Bayern scherte aus dem Heiligen Römischen Reich aus und kämpfte für ein bayerisches Königreich gegen den Kaiser und König von Böhmen Leopold I. In der Zweiten Schlacht bei Höchstädt 1704 wurde er besiegt und aus Deutschland vertrieben. Die Oberpfalz wurde von 1705 bis 1715 durch kaiserliche Truppen besetzt. Kaiser und König von Böhmen war seit 1705 Joseph I. aus dem Hause Habsburg.
Nun kam es zu neuen Grenzbegehungen und Grenzuntersuchungen 1706, die zum Grenzvergleich 1707 führten. Dieser fiel sehr zugunsten der böhmischen Sieger des Krieges aus. Dabei kam die Gegend um Unterhütte zu Böhmen. Außerdem kamen die Hofmark Grafenried, die Orte Kleeberg, Kleinsteinlohe, Großsteinlohe, Althütte, Pucher, Posthof, Höll, Arnstein, Kramberg, Wagenhof, Schmalzgruben (= Nemaničky) und Haselbach zu Böhmen. 1708 wurden die betroffenen Untertanen nach Böhmen verpflichtet.
1759 fanden neue Grenzverhandlungen bis 1763 in Prag statt, die 1764 von Maria Theresia von Österreich ratifiziert wurden.
1766 fand in Prag ein Kongress statt, auf dem der Grenzverlauf endgültig festgelegt wurde, der seitdem Bestand hat. Dabei kam Unterhütte zur Oberpfalz zum Pflegamt Waldmünchen. Ebenfalls zum Pflegamt Waldmünchen kamen Kleeberg, Kleinsteinlohe, Großsteinlohe, Alte und Neue Glashütte, Pucher, Posthof, Höll, Wagenhof, Arnstein und Kramberg. In Böhmen blieben die ganze Hofmark Obergrafenried, Anger, Seeg, Hüthen (Neubauhütten = Novosedelské Hutě, Friedrichshütten = Nová Huť, Althütten = Stará Huť), Schmalzgruben und Haselbach.
1792 hatte Unterhütte 7 Anwesen und gehörte zur Hofmark Herzogau. 1808 gab es in Unterhütte 10 Anwesen, eine Mühle, ein Meierhaus mit Ökonomiegebäuden, eine Glashütte mit Wohnungen für das Hüttenpersonal, einen Glaspolier mit Polierweiher, eine Spiegelschleife mit Wohnungen und eine Hohlglasschleife. Der Besitzer war Zacharias von Voithenberg.
Unterhütte gehörte 1815 zum Ortsgericht Herzogau. Zu Beginn des 19. Jahrhunderts wurden die Sonderrechte des Adels eingeschränkt und neu geordnet. Dies betraf auch die Gerichtsbarkeit. Eine gänzliche Beseitigung der adligen Gerichtsbarkeit war in Bayern zu diesem Zeitpunkt noch nicht durchsetzbar. Ab 1808 war es für Adlige möglich in zusammenhängenden Bezirken mit mindestens 50 Familien Ortsgerichte zu bilden. In diesem Zusammenhang bildete Zacharias Freiherr von Voithenberg 1815 das Ortsgericht Herzogau mit den Orten Herzogau, Oberhütte, Pucher, Unterhütte, Voithenbergöd, Lengau, Sonnhof und Posthof. Dieses Ortsgericht hatte 102 Familien. Aus diesem Ortsgericht wollte er ein Patrimonialgericht I. Klasse und etwas später ein Patrimonialgericht II. Klasse bilden. Diese Bemühungen führten zu langwierigen juristischen Auseinandersetzungen, Beschwerden und Prozessen mit dem Innenministerium der Regierung des Regenkreises, die schließlich 1848 mit der Aufhebung der Patrimonialgerichtsbarkeit ein Ende fanden.
1808 wurde die Verordnung über das allgemeine Steuerprovisorium erlassen. Mit ihr wurde das Steuerwesen in Bayern neu geordnet und es wurden Steuerdistrikte gebildet. Dabei kam Unterhütte zum Steuerdistrikt Herzogau. Der Steuerdistrikt Herzogau bestand aus den Dörfern Herzogau, Pucher, Oberhütte, Ulrichsgrün, Unterhütte, Voithenbergöd, den Weilern Lengau und Posthof und der Einöde Sonnhof.
1820 wurden im Landgericht Waldmünchen Ruralgemeinden gebildet. Dabei kam Unterhütte zur patrimonialgerichtlichen Ruralgemeinde Herzogau. Zur Ruralgemeinde Herzogau gehörten Herzogau mit 34 Familien, Oberhütte mit 12 Familien, Unterhütte mit 10 Familien und Pucher mit 8 Familien.
1830 wurde Voithenbergöd (= Voithenberghütte und Voithenberg) der Gemeinde Herzogau zugeordnet.
1972 wurde der Landkreis Waldmünchen aufgelöst. Dabei kam Voithenbergöd zur Stadt Furth im Wald. Herzogau und die anderen Gemeindeteile der ehemaligen Gemeinde Herzogau kamen zur Stadt Waldmünchen.
Unterhütte hat eine 1935 erbaute Filialkirche des Kuratbenefiziums Herzogau der Pfarrei Waldmünchen. 1997 hatte Unterhütte 33 Katholiken.

## Einwohnerentwicklung ab 1820
| Jahr | Einwohner   | Gebäude |
| ---- | ----------- | ------- |
| 1820 | 10 Familien | k. A.   |
| 1838 | 238         | 20      |
| 1861 | 234         | 35      |
| 1871 | 208         | 50      |
| 1885 | 102         | 11      |
| 1900 | 92          | 15      |
| 1913 | 106         | 25      |

| Jahr | Einwohner | Gebäude |
| ---- | --------- | ------- |
| 1925 | 88        | 14      |
| 1950 | 94        | 14      |
| 1961 | 68        | 15      |
| 1970 | 62        | k. A.   |
| 1987 | 46        | 18      |
| 2011 | 40        | k. A.   |